# Rozwój złożony
Rozwój złożony – bardziej skomplikowany dalszy rozwój pozazarodkowy (inaczej postembrionalny), może zachodzić z przeobrażeniem (metamorfozą) albo bez niego. Larwa jest przykładem  rozwoju złożonego. Różni się od dorosłego osobnika: niezdolnością do rozrodu (chociaż niektóre gatunki stanowią wyjątek), wymiarami, ale także budową, a często też środowiskiem życia i sposobem odżywiania się; jest charakterystyczny dla większości owadów i płazów oraz niektórych ryb. Młody organizm opuszczający jajo jest larwą różniącą się od postaci dorosłej, ale zdolną do samodzielnego życia.